# Course de Russie des voitures de tourisme
La Course de Russie des voitures de tourisme (FIA WTCC Race of Russia) est une épreuve du Championnat du monde des voitures de tourisme depuis 2013. Cette épreuve a lieu sur le Moscow Raceway.

## Palmarès
| Saison | Course   | Pilote            | Constructeur | Circuit        |
| ------ | -------- | ----------------- | ------------ | -------------- |
| 2016   | Course 1 | Gabriele Tarquini | Lada         | Moscow Raceway |
| 2016   | Course 2 | Nick Catsburg     | Lada         | Moscow Raceway |
| 2015   | Course 1 | Yvan Muller       | Citroën      | Moscow Raceway |
| 2015   | Course 2 | Tiago Monteiro    | Honda        | Moscow Raceway |
| 2014   | Course 1 | José María López  | Citroën      | Moscow Raceway |
| 2014   | Course 2 | Ma Qing Hua       | Citroën      | Moscow Raceway |
| 2013   | Course 1 | Yvan Muller       | Chevrolet    | Moscow Raceway |
| 2013   | Course 2 | Michel Nykjær     | Chevrolet    | Moscow Raceway |